# 弗赖堡行政区
弗赖堡行政区（Regierungsbezirk Freiburg）是德国巴登-符腾堡州的4个行政区之一，首府弗赖堡。弗赖堡行政区的行政级别隶属于巴登-符腾堡州政府，行政区下设9个县和1个非县辖城市。

## 行政区划
弗赖堡行政区下设9个县：
1. 布赖斯高-上黑林山县（Breisgau-Hochschwarzwald），首府弗赖堡（Freiburg）
2. 埃门丁根县（Emmendingen），首府埃门丁根（Emmendingen）
3. 康斯坦茨县（Konstanz），首府康斯坦茨（Konstanz）
4. 勒拉赫县（Lörrach），首府勒拉赫（Lörrach）
5. 奥特瑙县（Ortenaukreis），首府奥芬堡（Offenburg）
6. 罗特韦尔县（Rottweil），首府罗特韦尔（Rottweil）
7. 黑林山-巴尔县（Schwarzwald-Baar-Kreis），首府菲林根-施文宁根（Villingen-Schwenningen）
8. 图特林根县（Tuttlingen），首府图特林根（Tuttlingen）
9. 瓦尔茨胡特县（Waldshut），首府瓦尔茨胡特-廷根（Waldshut-Tiengen）

弗赖堡行政区下设1个非县辖城市：
1. 弗赖堡市（Freiburg im Breisgau）